# Silvio Horta
Silvio Horta (Miami, Florida, 14 de agosto de 1974-ibídem, 7 de enero de 2020) fue un escritor y productor estadounidense. Conocido fundamentalmente por adaptar para el público estadounidense la telenovela Yo soy Betty, la fea, Ugly Betty, de la que fue guionista y productor ejecutivo.

## Biografía
Fue un popular dramaturgo e intérprete en el instituto, en el que se graduó en 1992.
Escribió numerosos guiones, como Even Exchange y The Furies (con el creador de Nip/Tuck, Ryan Murphy). Antes de Ugly Betty, Horta escribió el guion de la famosa Leyenda urbana.
Fue también el creador de la serie de corta vida Jake 2.0 (con Christopher Gorham, que después fue uno de los protagonistas de Ugly Betty) y The Chronicle: News From The Edge. En 2007 ganó un Globo de Oro por su trabajo en Ugly Betty.
Abiertamente homosexual, salió del armario ante su familia a los diecinueve años.[cita requerida] Fue encontrado muerto con un disparo en la cabeza.